# Аваш (місто)
Аваш — торгове місто в центральній частині Ефіопії, Розташоване на річці Аваш. Є центром Адміністративної зони 3 і вореди Аваш-Фентале. Через місто проходить залізниця Аддис-Абеба — Джибуті. У місті проживає близько 12 000 жителів. Недалеко від Аваш розташований національний парк Аваш, що є об'єктом Всесвітньої спадщини ЮНЕСКО.

## Клімат
Місто знаходиться у зоні, котра характеризується кліматом помірних степів та напівпустель. Найтепліший місяць — червень із середньою температурою 27.4 °C (81.3 °F). Найхолодніший місяць — грудень, із середньою температурою 21.5 °С (70.7 °F).
| Клімат Аваша            | Клімат Аваша | Клімат Аваша | Клімат Аваша | Клімат Аваша | Клімат Аваша | Клімат Аваша | Клімат Аваша | Клімат Аваша | Клімат Аваша | Клімат Аваша | Клімат Аваша | Клімат Аваша | Клімат Аваша |
| Показник                | Січ.         | Лют.         | Бер.         | Квіт.        | Трав.        | Черв.        | Лип.         | Серп.        | Вер.         | Жовт.        | Лист.        | Груд.        | Рік          |
| Середня температура, °C | 22,1         | 23,3         | 25,1         | 25,9         | 26,6         | 27,4         | 25,7         | 24,8         | 25,1         | 24,3         | 22,5         | 21,5         | 24,5         |
| Норма опадів, мм        | 23.6         | 42.9         | 59.4         | 74.6         | 68           | 37.5         | 123.9        | 143.7        | 73.1         | 33.3         | 16           | 7.6          | 703.6        |
| Днів з опадами          | 1,7          | 2,3          | 3,4          | 6,5          | 7,1          | 7,8          | 6,7          | 8,7          | 7,4          | 4,7          | 2,5          | 1,6          | 60,4         |
| Вологість повітря, %    | 52.6         | 54           | 56.8         | 64.3         | 68.8         | 65.3         | 65.3         | 66.8         | 67.5         | 69.8         | 65.5         | 60.5         | 63.1         |
| ----------------------- | ------------ | ------------ | ------------ | ------------ | ------------ | ------------ | ------------ | ------------ | ------------ | ------------ | ------------ | ------------ | ------------ |
| Джерело: Weatherbase    |              |              |              |              |              |              |              |              |              |              |              |              |              |